# Biafo
Il Biafo è un ghiacciaio lungo 67 km nella catena montuosa di Karakoram nella regione di Gilgit-Baltistan
Il Biafo incontra il ghiacciaio di Hispar (lungo 49 km) al valico di Hispar La, ad un'altitudine di 5.151 m a 51 km dal suo fronte, formando così un sistema glaciale di 100 km, il più lungo del pianeta al di fuori delle regioni polari. Questo corridoio glaciale collega due regni antichi, Nagar in occidente con Baitistan ad est.